# Gmina zbiorowa Harpstedt
Gmina zbiorowa Harpstedt (niem. Samtgemeinde Harpstedt) – gmina zbiorowa położona w niemieckim kraju związkowym Dolna Saksonia, w powiecie Oldenburg. Siedziba administracji gminy zbiorowej znajduje się w mieście Harpstedt.

## Podział administracyjny
Do gminy zbiorowej Harpstedt należy osiem gmin, w tym jedno miasto (Flecken):
1. Beckeln
2. Colnrade
3. Dünsen
4. Groß Ippener
5. Harpstedt
6. Kirchseelte
7. Prinzhöfte
8. Winkelsett